# 加藤貴仁
加藤 貴仁（かとう たかひと）は、日本の法学者。専門は商法、金融法。
東京大学大学院法学政治学研究科教授。岩原紳作門下。

## 経歴
- 2001年、東京大学法学部卒業。2001年、東京大学大学院法学政治学研究科助手（学士助手）。
- 2004年、神戸大学大学院法学研究科助教授。2007年、神戸大学大学院法学研究科准教授。
- 2009年、東京大学大学院法学政治学研究科准教授。2017年、東京大学大学院法学政治学研究科教授。

## 主要著作
- 『株主間の議決権配分 – 一株一議決権原則の機能と限界 – 』（商事法務、2007年）
- 「高値取得損害／取得自体損害二分論の行方－判例法理における有価証券報告書等の虚偽記載等と投資者が被った損害の相当因果関係の判断枠組みの検討」落合誠一先生古稀記念論文集『商事法の新しい礎石』（有斐閣、2014年7月）817-855頁
- 「株主優待制度についての覚書」江頭憲治郎先生古稀記念『企業法の進路』（有斐閣、2017年1月）111−140頁
- 「取締役任用契約による利害調整の意義と限界―会社法339条2項に関する最近の下級審裁判例を題材として」法曹時報72巻5号（2020年5月）1-49頁
- 「ICOの残照―『有価証券』と『暗号資産』の境界線の再設定に向けて」証券経済研究第119号（2022年9月）159-186頁
- 「トークンとトークン化された権利の距離―金融商品取引法の『有価証券』のトークン化（STO）の現在地」神田秀樹責任編集＝資本市場研究会編『企業法制の将来展望-資本市場制度の改革への提言〔2023年度版〕』（2022年12月）349-404頁